# بمب دودزا

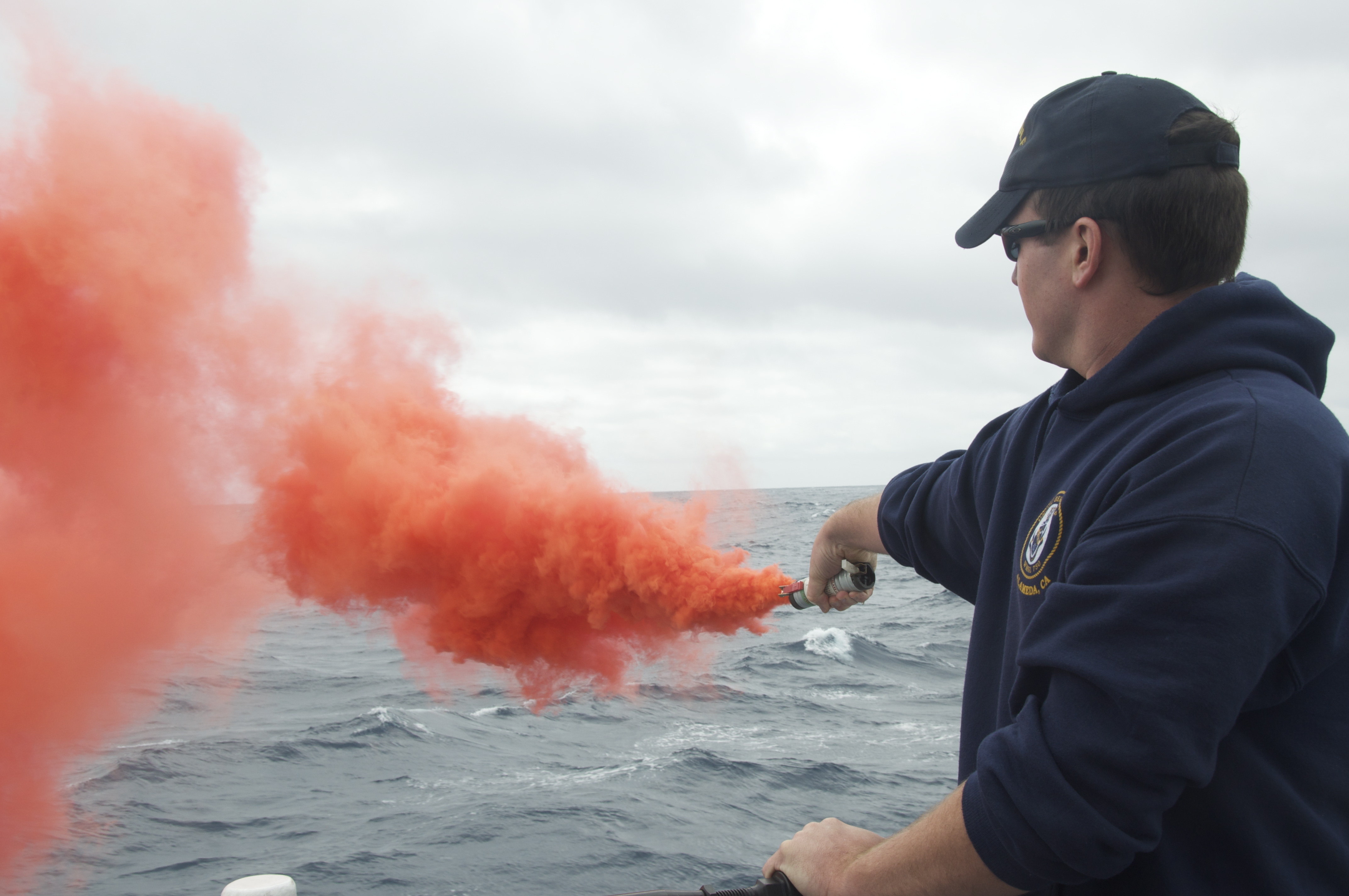
مردی که بمب دودزا را در دست دارد

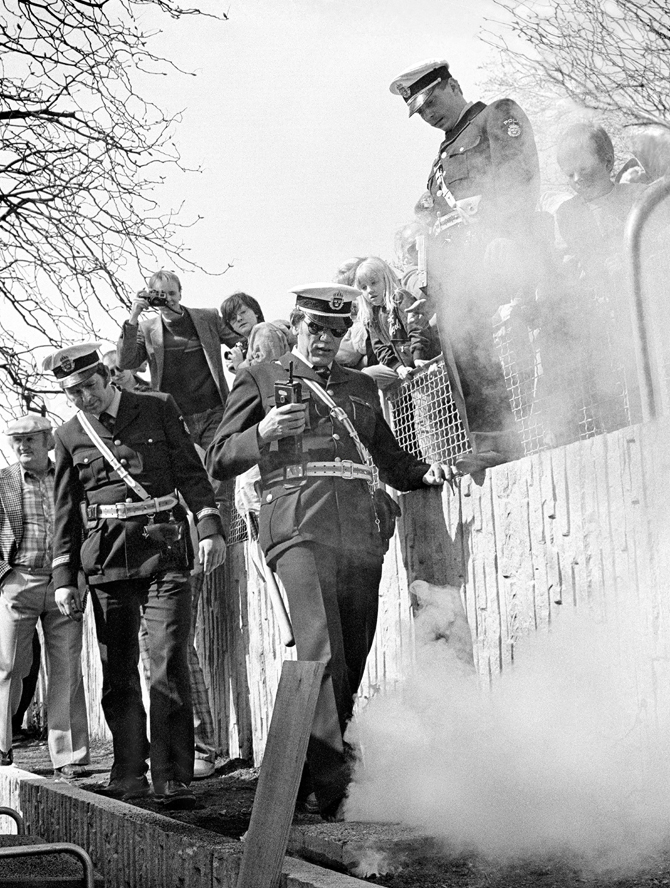
یک افسر پلیس در حال لگدزدن یک بمب‌ دودزا در مالمو ، در ۱۹۸۵

بمب دودزا (به انگلیسی: Smoke bomb) بمبی است که حاوی ترکیب نیترات پتاسیم، شکر و رنگ های روغنی است. این بمب با شعله افروخته میشود و باعث تولید نوعی دود رنگی میشود

## کاربرد ها
کاربردهای بمب دودزا در جنگ، زمینه نظامی، عکاسی، هنری و سرگرمی است.